# Asclepias multiflora
Asclepias multiflora är en oleanderväxtart som beskrevs av Nicholas Edward Brown. Asclepias multiflora ingår i släktet sidenörter, och familjen oleanderväxter. Inga underarter finns listade i Catalogue of Life.